# Điện Capitol bang California
Điện Capitol bang California (tiếng Anh: California State Capitol) là trụ sở của chính phủ bang California, nằm ở Sacramento, thủ phủ của bang California. Tòa nhà là trụ sở của Cơ quan Lập pháp Bang California, bao gồm Hạ viện và Thượng viện, cùng với văn phòng của thống đốc California. Kiến trúc Tân cổ điển, do Reuben S. Clark thiết kế, được hoàn thành từ năm 1861 đến năm 1874. Nằm ở đầu phía Tây của Công viên Capitol và đầu phía Đông của Capitol Mall, tòa nhà đã được thêm vào Sổ bộ Địa danh Lịch sử Quốc gia Hoa Kỳ vào năm 1973. Bảo tàng Điện Capitol bang California nằm trong khuôn viên của Điện Capitol.

## Lịch sử
Cấu trúc được hoàn thành từ năm 1860 đến 1874, được thiết kế bởi kiến trúc sư Reuben S. Clark của Clark & Kenitzer, một trong những công ty kiến trúc lâu đời nhất ở San Francisco, được thành lập vào năm 1854. Giữa năm 1949 và 1952, hậu viện của Điện Capitol đã bị phá bỏ để nhường chỗ cho việc mở rộng tòa nhà thông qua việc xây dựng Tòa nhà phụ phía Đông. Các văn phòng của thống đốc California được đặt tại East Annex. Tòa nhà Nghị viện và các khu đất đã được liệt kê trong văn phòng của Sổ đăng ký Địa điểm Lịch sử Quốc gia vào năm 1973, và được liệt kê là Di tích lịch sử California vào năm 1974, và được liệt kê lần hai vào ngày 9 tháng 1 năm 1982, để kỷ niệm hai trăm năm kết thúc.  Tòa nhà đã trải qua một cuộc cải tạo lớn được gọi là Khôi phục Tòa nhà Đại hội Bang California, từ năm 1975 đến năm 1982, liên quan đến việc khôi phục kiến trúc và tái thiết cấu trúc để đảm bảo an toàn trong những trận động đất. Mặc dù thường không được xem là tiểu bang động đất, Sacramento đã hứng chịu hai trận động đất cách nhau vài ngày vào năm 1892 và làm hư hại Tòa nhà.
Năm 2012, nhiều người biểu tình xông vào tòa nhà và bị bắt.